# Piet de Jong
Petrus Josef Sietse „Piet“ de Jong (3. března 1915, Apeldoorn, Nizozemsko – 27. července 2016, Den Haag) byl nizozemský pravicový politik, představitel dnes již zaniklé Katolické lidové strany (Katholieke Volkspartij). V letech 1967–1971 byl premiérem Nizozemska. Jeho vládní kabinet byl prvním, kterému se v Nizozemsku po roce 1945 podařilo dokončit celé volební období. V letech 1963–1967 byl nizozemským ministrem obrany (ve vládách Victora Marijnena, Jo Calse a Jelle Zijlstry). Účastnil se bojů druhé světové války, jako velitel ponorky O-24, která byla jednou z mála nizozemských ponorek, již se nacistům během války nepodařilo zničit.

## Vyznamenání

### Nizozemská vyznamenání
- Bronzový kříž – 16. července 140 a 8. července 1943
- velkodůstojník Řádu Oranžské dynastie – 1958
- velkokříž Řádu Oranžsko-nasavského – 17. července 1971
- Medaile za řád a mír se sponou
- Pamětní válečný kříž se 4 sponami
- Medaile za dlouholetou důstojnickou službu
- Pamětní medaile 1962
- Královská svatební medaile 1966

### Zahraniční vyznamenání
- Námořní záslužný řád – Argentina
- velkokříž Řádu Leopolda II. – Belgie
- velkokříž Řádu Bernarda O'HIgginse – Chile
- důstojník Řádu africké hvězdy – Libérie
- velká čestná dekorace ve stříbře Čestného odznaku Za zásluhy o Rakouskou republiku – Rakousko
- Kříž za vynikající službu – Spojené království
- Královský Viktoriin řád – Spojené království
- Válečná medaile 1939–1945 s Mentioned in Despatches – Spojené království
- komtur Řádu meče – Švédsko
- Medaile OSN za Koreu – OSN